# Culex miyagii
Culex miyagii är en tvåvingeart som beskrevs av Mogi och Toma 1999. Culex miyagii ingår i släktet Culex och familjen stickmyggor. Inga underarter finns listade i Catalogue of Life.